# Algarve Cup de 2017
A Algarve Cup 2017 foi um torneio internacional de futebol feminino que se disputou no Algarve, em Portugal, em 2017.

A competição tem lugar entre 1 de março e 8 de março, participando 12 seleções nacionais de futebol feminino, convidadas pela Federação Portuguesa de Futebol.

## Formato
As 12 equipes convidadas constituem 3 grupos.

## Seleções participantes
Participaram na Algarve Cup 2017 as seguintes nações:
| - Canadá - Dinamarca - Portugal - Rússia | - Espanha - Islândia - Japão - Noruega | - Austrália - China - Países Baixos - Suécia |